# Vervant (Charente-Maritime)
Vervant é uma comuna francesa na região administrativa da Nova Aquitânia, no departamento de Charente-Maritime. Estende-se por uma área de 5,62 km². Em 2010 a comuna tinha 238 habitantes (densidade: 42,3 hab./km²).